# Ночное золото

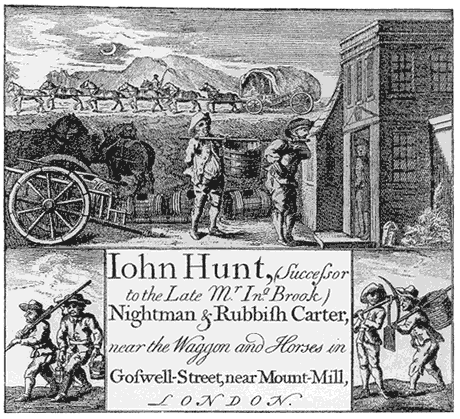
Визитная карточка лондонского ассенизатора XVIII столетия

Ночное золото — эвфемизм, которым обозначается продукт жизнедеятельности человека — его кал — используемый в качестве ценного и сбалансированного удобрения, содержащего азот, фосфор и калий и не содержащего опасных веществ, которые могли бы извлечь корни растений. Недостатком, несколько ограничивающим его использование в сельском хозяйстве, является значительное содержание в нём хлорида натрия (поваренной соли).
В английском языке называется «night soil» («ночное удобрение»).

## Исторические примеры

### Древняя Аттика
Использование сточных вод в качестве удобрения было распространено в древней Аттике. Канализация древних Афин стекала в большой резервуар, а оттуда сточные воды направлялись к долине реки Кефисс для использования в качестве удобрения.

### Англия
В Англии эпохи Тюдоров термином «гонг-фермер» называли человека, который занимался удалением человеческих экскрементов из выгребных ям заинтересованных в этом лиц. Гонг-фермерам разрешалось работать только по ночам, и собранные ими отходы должны были быть отправлены за черту города. Позже эти люди стали называться «night soil men» (ночные удобрители) или «nightmen» (ночники). В районе Манчестера эта профессия была известна как «Midnight Mechanic» (Полуночный Механик).

### Индия
Люди, ответственные за хозяйственную утилизацию фекалий, в Индии считаются презираемой кастой неприкасаемых. Практика неприкасаемости была запрещена законом, когда Индия получила независимость, но данная тенденция до сих пор сохраняется, так как закон об отмене каст трудно воплотить в жизнь. В 2003 году ручным сбором отходов жизнедеятельности человека в Индии профессионально занималось 676 тысяч человек. Общественные организации подсчитали, что всего этой деятельностью охвачено до 1,3 млн индийцев. Кроме того, работники в сфере сбора отходов жизнедеятельности человека обречены заключать браки только между собой, что приводит к закреплению их в отдельную касту, в которой данная профессия передаётся из поколения в поколение.

### Япония
Использование фекалий в качестве удобрения в прошлом было также широко распространено и в Японии. Отходы богатых людей продавались по более высокой цене, потому что их питание было обильным и разнообразным, поэтому в кале оставалось больше питательных веществ. Различные исторические документы начиная с IX столетия подробно описывают порядок процедур для туалетных отходов.
Продажа человеческих фекалий в качестве удобрения стала практиковаться гораздо реже после Второй мировой войны, и по санитарным соображениям, и в связи с распространением химических удобрений. В настоящее время применение «ночного золота» среди прочих удобрений составляет лишь менее 1 %. Присутствие оккупационных сил Соединённых Штатов Америки, которыми использование человеческих отходов в качестве удобрения рассматривалось как негигиеничное и сомнительное действо, также явилось важным фактором в сокращении удобрений на основе «ночного золота», поскольку американцы брезговали употреблять в пищу овощи и фрукты с местных рынков.
В современной Японии всё ещё имеются районы, практикующие компостирование «ночного золота». Японское название для туалета, где фекалии собирают для компостирования, — «кумитори бэндзё» (яп. 汲み取り便所, дословно «вычерпываемая уборная»).

## Способы применения
Как удобрение «ночное золото» применялось русскими крестьянами, пока его не вытеснили минеральные удобрения из-за своей дешевизны. Ещё в 1926 году «Крестьянская сельскохозяйственная энциклопедия», выпущенная «Госиздательством», предлагала использовать жижу из отхожих мест для полива любого компоста, а нежидкие нечистоты включать в состав самого компоста. Из-за повышенной солёности «ночного золота» его рекомендовалось вносить под осеннюю перекопку.
При правильном компостировании фекалий хлористые соединения разлагаются и улетучиваются, неприятный запах пропадает. Для дезодорирования и дезинфекции от яиц паразитов «ночного золота» на приусадебном участке выкапывались компостные ямы произвольного объёма, по количеству удобрения. Глубина рассчитывалась так, чтобы на дне имелась почва, способная фильтровать жидкость; затем дно ям устилалось слоем из мелких камней, щебня, бута и им подобного материала с расчётом 50—60 см запаса до поверхности. Для предохранения выщелачивания талыми водами и осадками над ямами было весьма желательно наличие навеса, а вокруг — небольшой земляной насыпи. При помощи черпака (шеста с ведром) в ямы переносилось содержимое нужника за один раз или в несколько приёмов. Затем формировался тонкий верхний слой из сухой присыпки торфом, перегноем или обычной почвой, которая впитывала выделяемый при разложении фекалий аммиак, превращая его в азотную кислоту, благодаря чему устранялся неприятный запах. Компост, подготовленный таким образом, через два года годился к применению под любые сельскохозяйственные культуры, в том числе овощные, вносился за 5—10 дней до посева, из расчёта 2—4 кг на один квадратный метр.
В случае перемешивания «ночного золота» с торфом (на 1 часть торфа 6—7 частей «ночного золота») получается немажущийся компост без запаха, более удобный для перевозки и распределения на полях. Также «ночное золото» после компостирования может быть подвергнуто сушке и размалыванию в порошок для удобства транспортировки.
Под яровые хлеба «ночное золото» завозится с осени, равномерно раскладывается по полю и немедленно запахивается. В среднем норма внесённых удобрений на 1 га составляет 10—20 тонн средней консистенции, в случае значительного разбавления водой доза увеличивается.
В настоящее время широкому использованию «ночного золота», помимо доступности прочих удобрений, препятствует незнание методов компостирования для устранения зловония и в целом предвзятое и брезгливое отношение к испражнениям человека. Также следует учесть, что использование свежих, некомпостированных, человеческих фекалий в качестве удобрения, является недопустимой и рискованной практикой, так как они могут содержать яйца гельминтов и болезнетворные патогены.

## Стандарты
- СанПиН 2.1.7.573-96 «Гигиенические требования к использованию сточных вод и их осадков для орошения и удобрения» Архивная копия от 28 июня 2012 на Wayback Machine (действующий стандарт санитарно-эпидемиологического нормирования Российской Федерации)